# Università per Stranieri di Perugia
Università per stranieri di Perugia är ett universitet i Perugia i Italien. Universitetet är huvudsakligen avsett för utlänningar och utomlands bosatta italienare som vill studera Italiens språk och kultur. Det erbjuds även kurser för italienska studenter som leder till akademisk grundexamen (laurea och laurea magistrale) i ämnen som till exempel "internationell kommunikation och marknadsföring" och "internationella relationer och utvecklingssamarbete" samt utbildning av lärare i italienska för utlänningar. Språkundervisningen intar en central roll i universitetets verksamhet. Förutom kurser i italienska på tre olika nivåer (A1-A2, B1-B2, C1-C2) i normal studietakt (tre månader per nivå), ges även intensivkurser (en månad) samt många specialkurser som avser att ge kunskaper i fackterminologi inom olika områden. Det kan röra sig om till exempel "matlagning" (l'italiano in cucina) eller "keramik" (l'arte della ceramica) där man kombinerar språkundervisningen med undervisning i matlagning respektive krukmakeri.

## Bakgrund
Ursprunget till detta universitet var en idé på mer regional nivå hos en advokat och lokalpatriot i Perugia, Astorre Lupattelli. Han tänkte sig ett institut med syftet att sprida kunskaper om Umbriens kultur, traditioner och institutioner i och utanför Italien. Efter lång planering startade han 1921 den lokala kursverksamhet som så småningom kom att bli ett universitet avsett främst för utlänningar. Initialt inhystes Lupattellis projekt fram till slutet av 1926 i lokaler i Palazzo dei Priori som tillhörde det sedan medeltiden existerande universitetet i Perugia (grundat 1308). Institutet blev ett universitet 1925 med namnet Regia Università italiana per stranieri och verksamheten flyttade 1927 till nya och större lokaler i Palazzo Gallenga. I och med detta blev universitetet under en tidsperiod av cirka 20 år ett propagandaverktyg för den italienska fascismen och kunde först efter krigsslutet 1945 återgå till att primärt vara en undervisningsinstitution, fast då med betydligt lägre status och i privat regi. Verksamheten återetablerades som ett statligt universitet 1992.